# Флакон из Новогрудка

Гравюра стеклянного флакона из Новогрудка

Флакон из Новогрудка — стеклянный флакон XII века, найденный в белорусском городе Новогрудке в 1959 году.

## Происхождение
Со времени первой публикации советского учёного Р. М. Джанполадян о новогрудских стеклянных сосудах — красного кубка и синего флакона, большинство советских и зарубежных исследователей включают их в число византийских изделий.
Английский исследователь А. Мигоу отмечает, что такая роспись, как на новогрудских стеклянных сосудах, распространена в изобразительном и прикладном искусстве Византии. Ареал синих флаконов, как пишет учёный, простирался от территории Белоруссии до Кипра и, возможно, Египта и от Коринфа до Ирана. По мнению Мигоу, синие флаконы изготавливали в одном центре — Константинополе. Американская исследовательница Г. Дэвидсон, которая много лет проводила раскопки в Коринфе, считает, что такие флаконы изготавливали в коринфских мастерских.

## Описание
Флакон выдут из синеватого прозрачного стекла и расписаны белой эмалью и золотом. В верхней части также расположена ромбическая сеть, в центре каждого ромбика — крестик, нарисованный золотом. Ниже ромбической сети белой эмалью нанесён геометрический орнамент в виде волнистых линий и кружков. Под этим массивным орнаментальным декором — изображение голубя, над которым словно повисли еловые ветки. Две белые линии вверху и внизу флакона замыкают композицию.